# Distrito de Chungui
El distrito de Chungui es uno de los quince distritos que conforman la provincia de La Mar, ubicada en el departamento de Ayacucho, bajo la administración del Gobierno Regional de Ayacucho, en el Perú.

## Historia
Fue creado en los primeros años de la República. 

### Violencia política
En septiembre de 2011 fueron exhumados por el equipo forense del Ministerio Público de Ayacucho, los restos de 28 personas (21 adultos y 7 niños), asesinados de manera extrajudicial por personal militar de la Base Militar de Chungui donde fueron torturados y asesinados. Las ejecuciones de los campesinos acusados de pertenecer a Sendero Luminoso se realizaron desde marzo de 1984 hasta 1986, las masacres fueron realizadas por el ejército y Sendero Luminoso y en ese período de 1984 a 1986 se calcula más de 1000 desaparecidos. Los familiares de las víctimas han atribuido los asesinatos al Capitán “Zamuray”, quien fue identificado por las autoridades como el capitán EP Víctor Zamora Lugo.

## División administrativa

### Centros poblados
- Urbanos
  - Chungui, ubicado a 3572 m s. n. m.
  - Villa Aurora ubicado a 1236 m s. n. m.
  - Moyabamba ubicado a 1317 m s. n. m.
  - Villa Vista ubicado a 1421 m s. n. m.
- Rurales
  - Anama
  - Anqea
  - Chinchibamba
  - Chinete
  - Churca
  - Espinco
  - Malvinas
  - Pallccas
  - Puerto Mejorada
  - Qarin
  - Qotupuquio
  - San José de Socos
  - Valle Esmeralda Pichus
  - San Juan de Cachimina
  - Santa Carmen de Rumichaca
  - Santa Rosa de Marco
  - Santo Domingo de Huecc-hues
  - Sonccopa
  - Tantarpata
  - Tixibamba
  - Union Libertad de Rumichaca
  - Villa Aurora
  - Ccehuayllo
  - Wiraccocha
  - Moyocc

## Autoridades

### Municipales
- 2023 - 2026[2]
  - Alcalde: Wilmer Roca Oscco, del Movimiento Regional Wari Llaqta.
  - Regidores:

  1. Leónidas Montano Lobatón
  2. Nayda Huamán Palomino
  3. Yonny Guizado Solis
  4. Marizol Chalco Medrano
  5. Ermilia Talaverano Céspedes

Alcaldes anteriores
- 2015 - 2018: Elvin Ccaicuri Santi, del Movimiento Regional Musuq Ñan.
- 2011 - 2014: Daniel Huamán Juárez.
- 2019 - 2022: Daniel Huamán Juárez.

## Festividades
- Febrero-Marzo
- Según calendario:  Carnaval Cunguino
- Octubre
  - 7: Virgen del Rosario.
- Noviembre
  - 1: Señor de Verde Cruz.